# Anathallis bertoniensis
Anathallis bertoniensis är en orkidéart som först beskrevs av Lucien Leon Hauman, och fick sitt nu gällande namn av Carlyle August Luer. Anathallis bertoniensis ingår i släktet Anathallis och familjen orkidéer.
Artens utbredningsområde är Paraguay. Inga underarter finns listade i Catalogue of Life.